# Anthophorula cockerelli
Anthophorula cockerelli är en biart som först beskrevs av Timberlake 1980.  Anthophorula cockerelli ingår i släktet Anthophorula och familjen långtungebin. Inga underarter finns listade i Catalogue of Life.